# Fatma Omar An-Najar
Fatma Omar An-Najar, morta em 23 de novembro de 2006, foi uma militante palestina que vivia na Faixa de Gaza e morreu ao cometer um ataque suicida. Em novembro de 2006, ela detonou os explosivos que usava no cinto e feriu vários soldados das Forças de Defesa de Israel, nas proximidades de Beit Lahia e do campo de refugiados de Jabalia. O Hamas reivindicou o atentado. Segundo sua família ela tinha 68 anos.

## Vida
An-Najar era mãe de nove filhos e avó de 35 a 38 pessoas. Durante a Primeira Intifada, ela abrigou militantes do Hamas, e o exército israelita demoliu a sua casa. Seu marido, que havia sido preso em Israel, morreu em 2005, e um neto foi morto a tiros, por soldados israelenses em 2002. Segundo sua família ela tinha 68 anos.

## Morte
Fatma Omar An-Najar explodiu-se no dia 23 de novembro de 2006, tornando-se a mais idosa entre os cem militantes mortos em atentados suicidas nos seis anos anteriores. A sua motivação foram os ataques de Israel  ao campo de refugiados de Jabalia, na Faixa de Gaza. Ela abordou os soldados, que se movimentavam no campo de refugiados de Jabalia, e detonou os explosivos que levava no cinto, quando eles atiraram uma granada de atordoamento contra ela. Vários soldados ficaram feridos. Em vídeo gravado pouco antes do atentado, An-Najar havia declarado que realizaria o ataque em nome do Hamas e do seu líder militar Mohammed Deif.